# Det Konservative Folkepartis Kvindeudvalg
Det Konservative Folkepartis Kvindeudvalg (DKFK) er en konservativ, politisk kvindeorganisation i Danmark. Det er en selvstændig sideorganisation af Det Konservative Folkeparti på linje med Konservativ Ungdom og Konservative Studerende, og har også repræsentation på de forskellige niveauer i moderpartiet.
At kvinder fik stemmeret ved rigsdagsvalget i 1915 blev foranledningen til at Danske Kvinders Konservative Forening (DKKF) blev oprettet i Københvan i 1914 med Anna Johanne Frydensberg som formand. Blandt grundlæggerne var Mathilde Malling Hauschultz. Dette var Danmarks første partipolitiske kvindeorganisation og var tiltænkt at være en landsdækkende organisation, men allerede i 1915 blev den en afdeling af Den Konservative Vælgerforening for København og Frederiksberg.
I 1936 blev Det Konservative Folkepartis Kvindeudvalg oprettet som en landsdækkende organisation. Lisbet Hindsgaul var DKFKs første formand 1936–1961, og hun udbyggede organisationen til at blive den relativt største og mest stabile partipolitiske kvindeorganisation i landet. I 1960'erne blev de andre partiers kvindeorganisationer nedlagt, men DKFK fungerer stadig den dag i dag. I dag foregår kvindernes politiske aktivitet hovedsageligt i moderpartiet.
DKFK er medlem af det tværpolitiske Kvinderådet.